# Witchfinder General
Witchfinder General é uma banda de doom metal da Inglaterra formada em 1979. Fez parte da New Wave of British Heavy Metal (NWOBHM), que durou toda a década de 80. Eles tem forte influência de Black Sabbath, e é reconhecida como uma das percursoras do estilo doom metal. Sua importância foi reconhecida apenas depois da banda se separar. A banda (menos o vocalista Zeeb Parkes, que era um personagem inventado) se reuniram em novembro de 2006 com o novo vocalista Gary Martin. Planejam gravar um novo álbum, chamado Resurrected, para ser lançado em 2007. A banda declarou que não irá fazer mais shows.

## Membros

### Formação atual
- Phil Cope - guitarra - 1979 - 1984, 2006 - presente (Fez todas as gravações de baixo em "Death Penalty","Friends of Hell" e do single "Music" com o nome de Wolfy Trope)
- Rod Hawkes - baixo 1982 - 1984, 2006 - presente
- Dermot Redmond - bateria 1983 - 1984, 2006 - presente
- Gary Martin - vocais 2007 - presente

### Ex-membros
- Zeeb Parkes - vocais 1979 - 1984 (todas as gravações)
- Steve (Kid Nimble) Kinsell - bateria 1979 - 1982 (tocou nos singles "Burning a Sinner" e "Soviet Invasion")
- Johnny Fisher - baixo 1979 - 1980
- Kevin McCready - baixo 1981 - 1982 (tocou nos singles "Burning a Sinner" e "Soviet Invasion")
- Graham Ditchfield - bateria 1982 - 1983 (tocou em "Death Penalty","Friends of Hell" e no single "Music")

## Discografia

### Álbuns
- Death Penalty (1982)
- Friends Of Hell (1983)
- Buried Amongst The Ruins (2007)
- Resurrected (2008)

### Ao vivo
- Live '83  (2006)

### Singles e EPs
- Burning A Sinner (1981)
- Soviet Invasion (1982)
- Music (1983)